# Snow-kart
Lo snow-kart o snow cart è un attrezzo sportivo che permette di scivolare sulla neve su piste battute (come quelle per lo sci) o su percorsi simili a quelli del bob o dello slittino.
Era sostanzialmente un "bidet" di plastica rossa con due freni su cui ci si sedeva scendendo a velocità anche prossime ai 100 chilometri all'ora. Senza alcun ammortizzatore, faceva volare in aria l'atleta ad ogni dosso, con dolorosa ricaduta.
Ebbe fortuna negli anni sessanta, parallelamente allo ski bob (una bicicletta con piccoli sci al posto delle ruote).
La squadra italiana era capitanata da Gimmi Mambretti (noto giornalista valtellinese) e finanziata da Pezziol (la società produttrice della famosa bevanda VOV).
Si fecero anche campionati nazionali e mondiali. Come quello a Grindelwald-CH (1966?), corso su una pericolosissima pista con curve soprelevate dalle quali alcuni concorrenti volarono via.
Lo snow-kart fu abbandonato negli anni successivi, probabilmente per la numerosa serie di incidenti.